# Villavelayo
Villavelayo är en kommun i Spanien.  Den ligger i den autonoma regionen La Rioja i norra delen av landet, 200 km nordost om huvudstaden Madrid. Antalet invånare är 41 (2024).